# Выдрица (Гомельская область)
Выдрица (бел. Выдрыца) — деревня в Николаевском сельсовете Буда-Кошелёвского района Гомельской области Беларуси.

## География

### Расположение
В 27 км на север от районного центра и железнодорожной станции Буда-Кошелёвская (на линии Жлобин — Гомель).

### Гидрография
Река Дулепа (приток река Чечёра). В долине реки Дулепа образовано водохранилище Чечера.

## Транспортная сеть
Транспортные связи по просёлочной дороге, затем по шоссе Довск — Гомель. Планировка состоит из двух коротких, параллельных меридиональных улиц, застроенных деревянными домами усадебного типа.

## История
На межевание Рогачёвского уезда 1790 года уже отмечена как село.
По письменным источникам известна с начала XIX века. В 1816 году слобода. По ревизии 1858 года во владении помещика Сеножицкого. По переписи 1897 года находился хлебозапасный магазин, в Меркуловичской волости Рогачёвского уезда Могилёвской губернии.
В 1929 году организован колхоз «Зеленый сад», работала ветряная мельница. Во время Великой Отечественной войны погибли 40 жителей. В 1959 году в составе совхоза «Путь Ильича» (центр — деревня Николаевка).

## Население

### Численность
- 2004 год — 11 хозяйств, 13 жителей.

### Динамика
- 1816 год — 1 двор.
- 1858 год — 7 дворов, 39 жителей.
- 1897 год — 14 дворов, 122 жителя (согласно переписи).
- 1925 год — 26 дворов.
- 1959 год — 197 жителей (согласно переписи).
- 2004 год — 11 хозяйств, 13 жителей.